# Corullón
Corullón es un municipio y villa española de la provincia de León, en la comunidad autónoma de Castilla y León. Se encuentra en la comarca de El Bierzo y cuenta con una población de 819 habitantes (INE 2024). Es uno de los municipios leoneses en los que se habla gallego.

## Geografía
Integrado en la comarca de El Bierzo, se sitúa a 137 kilómetros de la capital provincial. El término municipal está atravesado por la Autovía del Noroeste en el pK 404 y en el pK 408, así como por la carretera N-6.
El relieve del municipio tiene dos partes diferenciadas. La zona oriental está representada por el valle del río Burbia, que cruza el territorio de norte a sur por el este procedente de Villafranca del Bierzo. Al oeste del río empieza el ascenso a la montaña berciana que hace de límite entre León y Galicia. Esta parte más montañosa va asciendo progresivamente hacia Galicia, estando atravesada por pequeños arroyos y ríos montañosos como el río Selmo, afluente del Sil. La altitud del territorio oscila entre los 1580 metros en la zona montañosa del oeste y los 450 metros a orillas de los ríos Burbia o Selmo. El pueblo se alza a 522 metros sobre el nivel del mar.
| Noroeste: Trabadelo    | Norte: Trabadelo y Villafranca del Bierzo | Noreste: Villafranca del Bierzo |
| Oeste: Barjas y Oencia |                                           | Este: Toral de los Vados        |
| Suroeste: Oencia       | Sur: Sobrado                              | Sureste: Toral de los Vados     |

## Historia

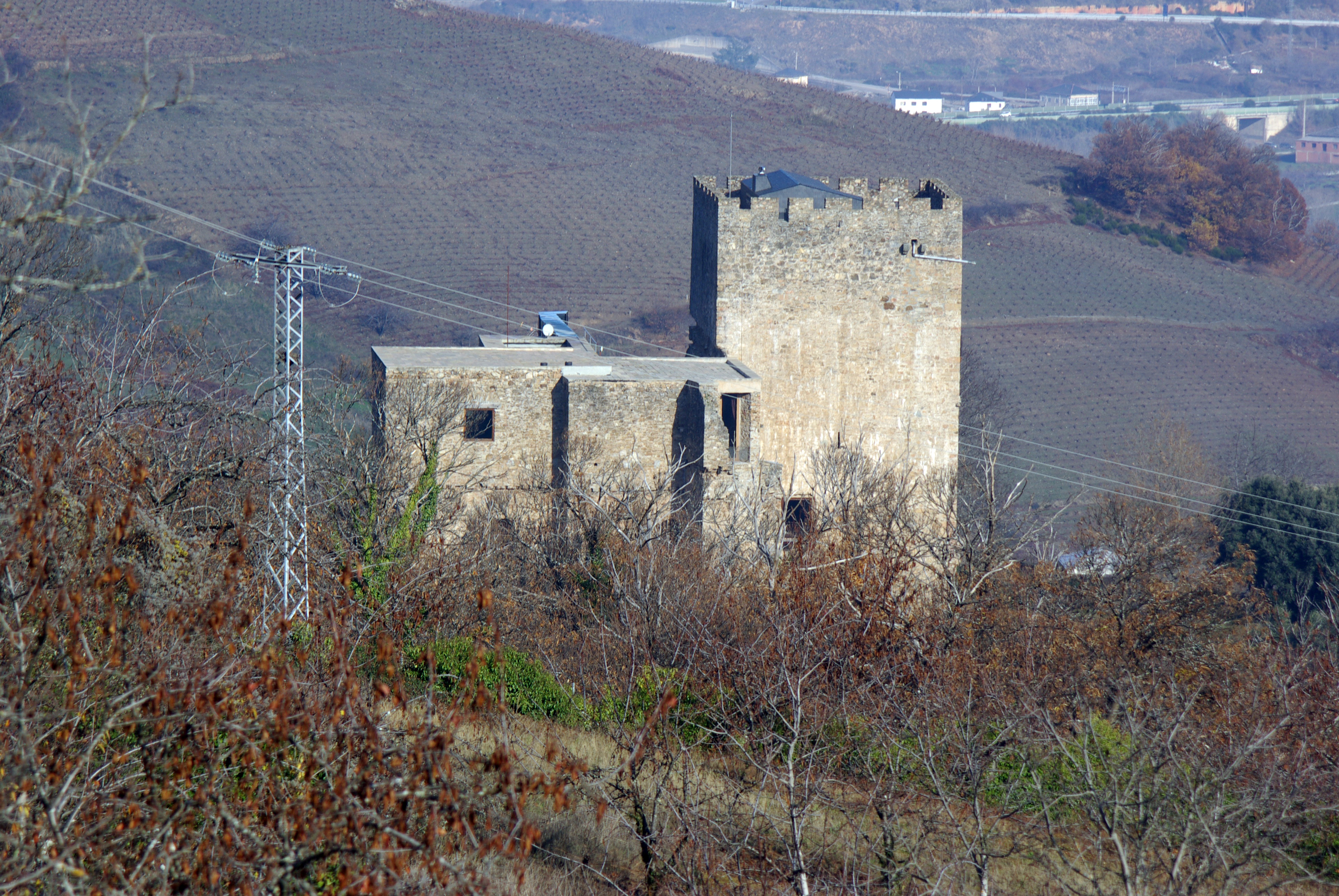
Castillo de Corullón

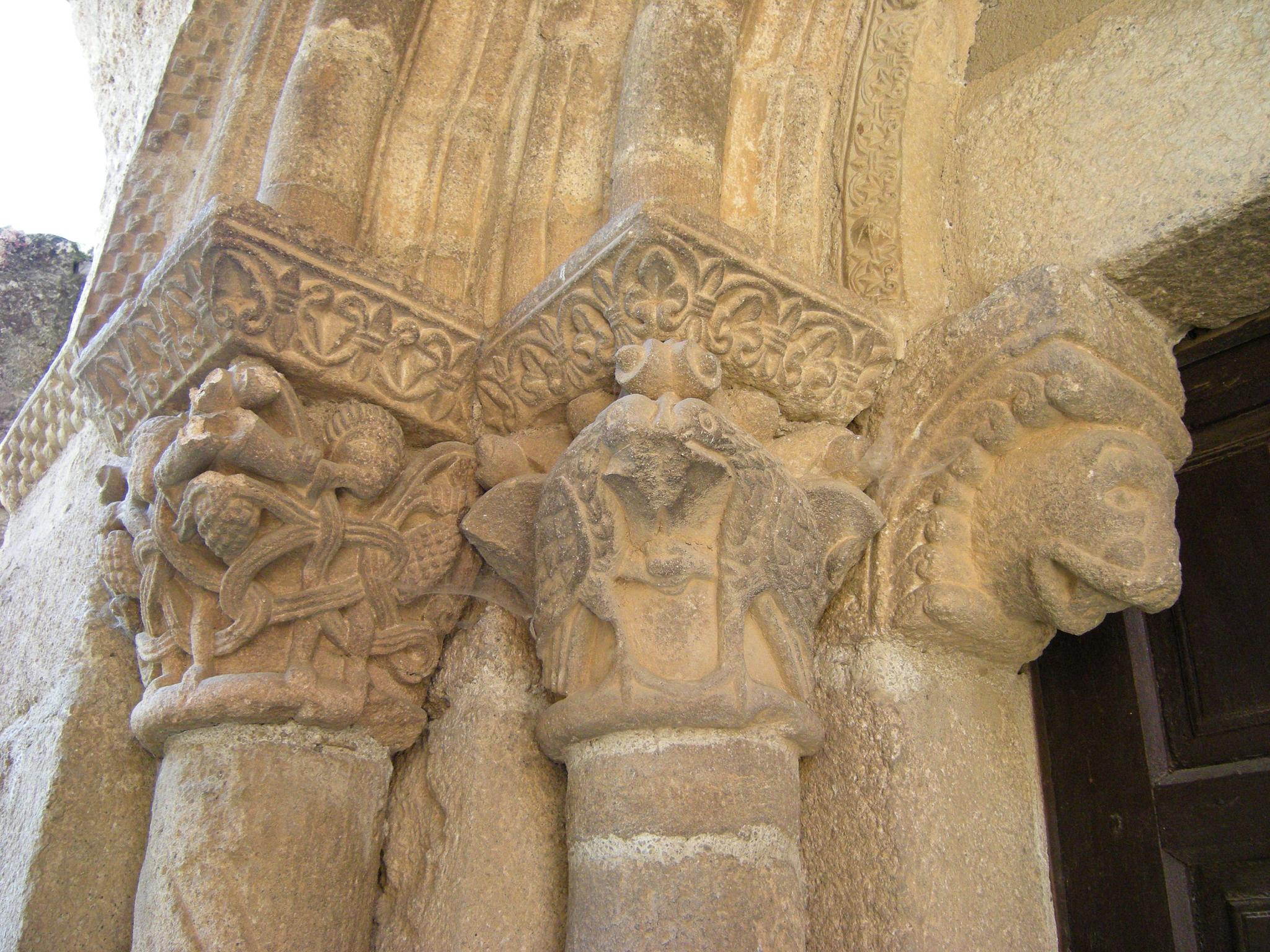
Detalles románicos en la iglesia de San Esteban de Corullón

Las primeras muestras de poblamiento humano en el municipio datarían en la época en que los astures poblaban la zona, como evidencian los numerosos castros que hay en el término municipal, como los de San Sadurnín, As Caborcas, Corona da Golada, Hornija, Viariz y Villagroy. Posteriormente, con la llegada de los romanos a la zona, el castro de San Sadurnín habría servido como lugar de vigilancia para el tráfico de mercancías entre zonas mineras.
En la Edad Media, el territorio del municipio de Corullón quedó englobado dentro del reino de León, en cuyo seno se habría acometido la repoblación de Corullón y del resto de las localidades del municipio. Así, la primera referencia que tenemos acerca de Corullón haría referencia al monasterio de Santa Marina de Valverde, fundado en el siglo X por el rey Bermudo II de León para acoger los monjes que huían de la meseta y de Almanzor, estimándose que su ubicación estaría en la parte baja del pueblo.
Asimismo, también en la Edad Media existía el monasterio de San Martín, ubicado por encima de la iglesia de San Miguel, a la entrada de Corullón, y el de Nuestra Señora Cabeza de Alba. Junto a los monasterios, Corullón mantuvo una población realenga que se organizaba en torno a las parroquias de San Miguel, San Esteban y San Pedro, formando barrios separados entre sí.
En este sentido, en 1229 el rey Alfonso IX de León fundó el monasterio cisterciense de Villabuena, fundado para la reina Teresa de Portugal (su primera esposa) y sus hijas. A este respecto, este rey leonés, otorgaba posesiones para este monasterio en una serie de villas y lugares del Bierzo, entre los que se citaban Horta y Corullón, que pasaron al señorío del monasterio.
Posteriormente, ya en el siglo XIV, la abadesa de Villabuena aforó en 1349 Corullón, Horta y Dragonte a la familia García Rodríguez de Valcarce, a quienes presumiblemente se debe la construcción del castillo de Corullón, del que se conoce su existencia al menos desde 1395. Más tarde, en 1486, la fortaleza pasó a sus herederos, los marqueses de Villafranca.
También en el siglo XV, con la reducción de ciudades con voto en Cortes a partir de las Cortes de 1425, Corullón pasó a estar representado por León, lo que le hizo formar parte de la provincia de León en la Edad Moderna, situándose dentro de ésta en el partido de Ponferrada.
Ya en la Edad Contemporánea, en 1821 Corullón fue una de las localidades que pasó a formar parte de la provincia de Villafranca o del Vierzo, si bien al perder esta su estatus provincial al finalizar el Trienio Liberal, en la división de 1833 Corullón quedó adscrito a la provincia de León, dentro de la Región Leonesa.
Por otro lado, en 1970 la localidad de Cabeza de Campo se segregó junto a sus anejos del municipio de Corullón, pasando a pertenecer, mediante el Decreto 933/1970, al municipio de Sobrado.

## Demografía
Cuenta con una población de 819 habitantes (INE 2024).
| Gráfica de evolución demográfica de Corullón entre 1842 y 2021                                                        |
| |
| Población de derecho según los censos de población del INE. Población de hecho según los censos de población del INE. |

### Núcleos de población
El municipio se divide en varios núcleos de población, que poseían la siguiente población en 2017 según el INE.
| Núcleo de población | Población |
| ------------------- | --------- |
| Corullón            | 567       |
| Horta               | 109       |
| Hornija             | 66        |
| Dragonte            | 63        |
| Cadafresnas         | 59        |
| Viariz              | 33        |
| Melezna             | 18        |
| Villagroy           | 12        |

## Patrimonio

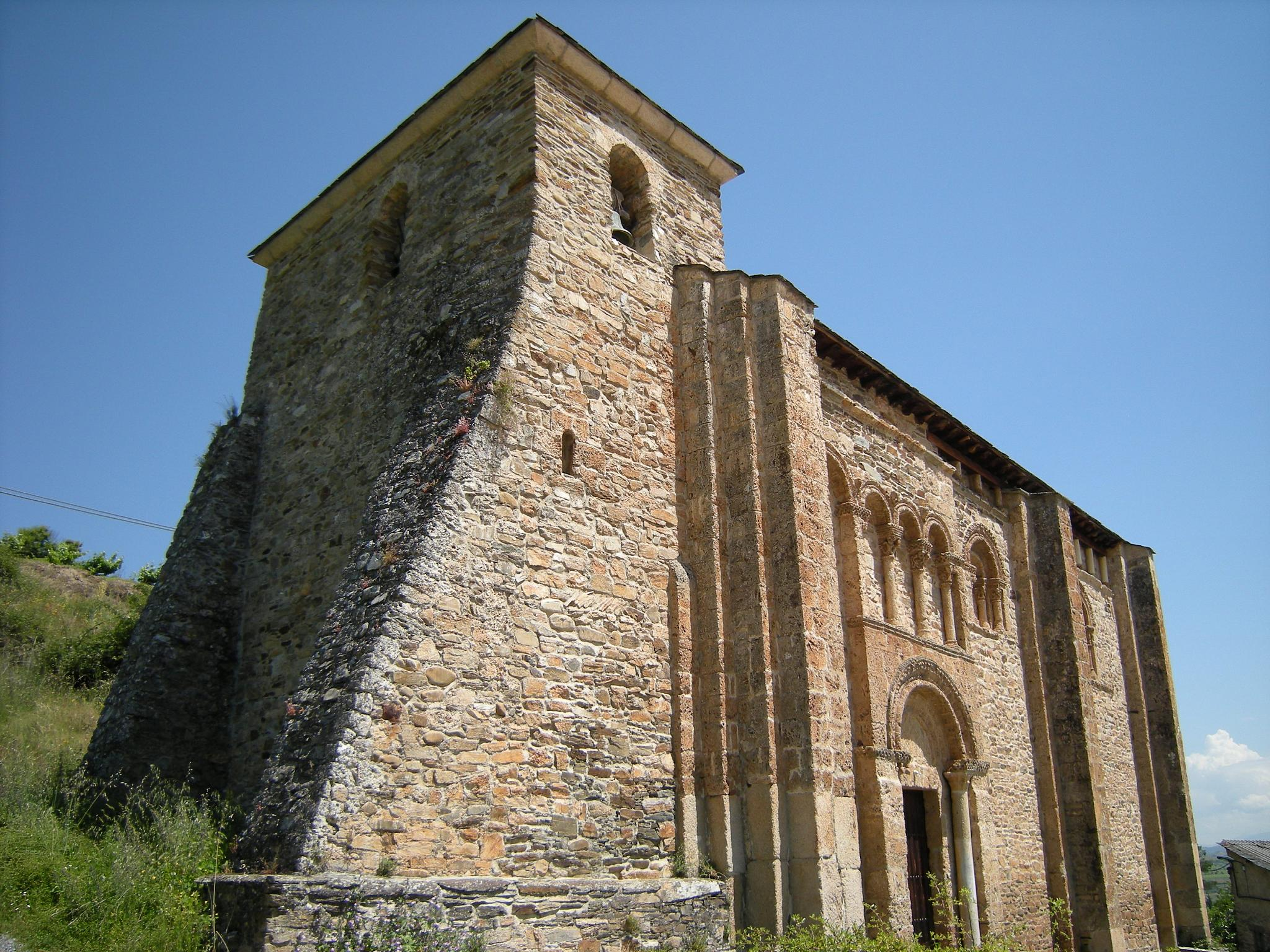
Iglesia de San Miguel de Corullón

- Iglesia de San Esteban: de estilo románico leonés con marcada influencia compostelana y declarada monumento nacional. Su construcción data de finales del siglo XI.[17]
- Iglesia de San Miguel: arte románico. Su construcción data del siglo XII. Está declarada monumento nacional.[17]
- Castillo de Corullón: Torreón de la fortaleza palacio de los Marqueses de Villafranca. Su construcción data del siglo XIV.[17]
- Poblado minero de Peña del Seo: Poblado minero situado en la pedanía de Cadafresnas, a los pies de la Peña del Seo, donde se extrajo wolframio durante la Segunda Guerra Mundial.[6]
- Iglesia de San Pedro
- Convento Cabeza de Alba